# 細川信之
細川 信之（ほそかわ のぶゆき）は、室町時代の武将。受領名は伊予守。

## 概要
神恵院の指定重要文化財「不動二童子像」の箱書には「御施主源伊予守信之、永享八年十二月六日」とあり、永享8年12月6日（1437年1月12日）、「不動二童子像」を信之が奉納したことがわかる。享徳元年閏8月15日（1452年9月28日）に行われた琴弾八幡宮の放生会の記録である「琴弾八幡宮放生会祭式配役記」には「源伊予守信之」（法名常要）の奥書がある。観音寺の寺記『弘化録』の享徳元年条には「三月廿一日当社鎮座七百五十年正当臨時祭礼、二月廿五日天満宮五百五十回、八月朔鐘楼再興成就上棟、大旦那源信之公、閏八月十五日放生会ノ記、領主伊予守信之法名常要記之、信之卿自筆ノ記今存在宝庫、正別當良賢トアリ」と記されている。信之の墓所は観音寺市観音寺町字八幡町の興昌寺にある。
『弘化録』には大永5年（1525年）に「源氏信」、天文20年（1551年）に「細川伊予守氏頼」、天正6年（1578年）に「細川伊予守氏政」の記事があり、信之の子孫の系譜を辿ることができるが、この一族が細川氏のうちどの系統に位置するのかについては詳らかでない。
『観音寺市誌』は柞田荘地頭職を務めた細川和泉上守護家（細川頼有の系統）から同荘の代官として派遣された一族と推測する。氏頼については、『弘化録』所収の細川系図には細川清氏の曾孫（清氏―昌氏―頼氏―氏頼）と記載されているが、『観音寺市誌』は正平17年（1362年）に戦死した清氏と天文20年（1551年）に活動の見える氏頼の間に2代しかないのは無理があると指摘する。一方、溝渕利博によれば、信之は伊予守を称した細川繁氏の孫とも伝えられる。『系図纂要』は繁氏の曾孫として信之を掲げる（繁氏―祐氏―信氏―信之）。
また、室町幕府の外様衆には「細川伊予守」を名乗る家があった。長享元年9月12日（1487年9月28日）付の「長享元年九月十二日常徳院殿様江州御動座当時在陣衆着到」、そして明応元年（1492年）の番帳「東山殿時代大名外様附」に載るが、文安年間（1444年から1449年）の「幕府番帳案」など他の史料には見えない。木下聡は、寛正6年（1465年）に伊予分郡守護として見える細川伊予守賢氏（細川上野氏益の子で元興の弟）に注目し、室町幕府の官途秩序から、細川上野家の庶子である賢氏が伊予守を称するために信之の養子となった可能性もあるとする。賢氏が分郡守護となったことで国持外様に準じて外様衆に列せられたとすれば、長享と明応にのみ見えることも説明できる。

## 参考資料
- 香川県 編『香川叢書』 2巻、香川県、1941年。
- 香川県教育委員会 編『新修香川県史』香川県教育委員会、1953年。
- 香川県教育委員会 編『新編香川叢書』《史料篇（一）》新編香川叢書刊行企画委員会、1979年。
- 観音寺市誌増補改訂版編集委員会 編『観音寺市誌』《通史編 増補改訂版》観音寺市、1985年。
- 観音寺市誌増補改訂版編集委員会 編『観音寺市誌』《資料編 増補改訂版》観音寺市、1985年。
- 木下聡「室町幕府外様衆の基礎的研究」『東京大学日本史学研究室紀要』第15巻、東京大学大学院人文社会系研究科・文学部日本史学研究室、1-38頁、2011年。
- 溝渕利博「中世後期讃岐における国人・土豪層の贈答・文化芸能活動と地域社会秩序の形成（上）」『研究紀要』第79巻、高松大学・高松短期大学、1-31頁、2023年。
- 溝渕利博「中世後期讃岐における国人・土豪層の贈答・文化芸能活動と地域社会秩序の形成（下）」『研究紀要』第81巻、高松大学・高松短期大学、1-36頁、2024年。